# Dai-Nippon Kokubo Fujinkai
Dai-Nippon Kokubo Fujinkai (Greater Japan Women's Defence Association) var en kvinnoorganisation i Japan, grundad 1932.
Föreningens syfte var "nationellt försvar", med andra ord krigssamarbete. 1932 samlades vanliga kvinnor som inte hade någon direkt anknytning till militären och började som "Osaka National Defense Women's Association". Med stöd av militären blev det Dainihon Defence Women's Association och expanderade över hela landet. Militären använde den för samarbete och ideologisk kontroll.
2 februari 1942 tvingades de tre kvinnoföreningarna Aikoku Fujinkai (Patriotic Women's Association, 1901-1942), Dai-Nippon Rengo Fujinkai (Greater Japan Alliance of Women's Associations, 1931-1942) och Dai-Nippon Kokubo Fujinkai (Greater Japan Women's Defence Association, 1932-1942), på regeringens order förenas och bilda Dai Nippon fujinkai.